# Chettle
Chettle – osada w Anglii, w hrabstwie Dorset, w dystrykcie (unitary authority) Dorset. Leży 36 km na północny wschód od miasta Dorchester i 151 km na południowy zachód od Londynu.